# Villars-sur-Ollon
Villars-sur-Ollon è una frazione del comune svizzero di Ollon, nel Canton Vaud (distretto di Aigle).

## Geografia fisica
Villars-sur-Ollon è una località situata su di un altopiano naturale orientato a sud, nelle Alpi del Canton Vaud, ad un'altitudine di 1 258 m s.l.m.

## Storia
Per la sua altitudine escluso dalle direttrici viarie di fondo valle questo territorio segue solo di riflesso le varie vicende storiche di Vaud cui appartiene.

I primi insediamenti sull'altopiano di Villars risalgono solo al XII-XIII secolo quando, in conseguenza al forte sviluppo demografico, con il sostegno dei monaci dell'Abbazia di San Maurizio, popolazioni della valle del Rodano vengono incoraggiate a stabilirsi sull'altopiano per dedicarsi all'alpeggio e all'allevamento del bestiame.

Le vicende del luogo di Villars seguono quelle dell'Abbazia e dei territori.
Nel XIII secolo il territorio di Villars appartiene ai Savoia della Baronia del Vaud, che nel 1359 confluisce nella Contea di Savoia (a sua volta divenuta Ducato di Savoia nel 1416).
Il potere dei duchi di Savoia nella persona di Giacomo di Savoia-Romont inizia a declinare e al tempo delle guerre borgognone la conquista bernese inizia nel 1475, con l'aiuto, nella primavera dell'anno successivo, degli alleati dell'Alto Vallese. 
Vengono incendiati il castello della Roche a Ollon e quello di Saint-Triphon. 
Nonostante questa offensiva, l'Abbazia di San Maurizio riesce a conservare i territori e parte dei suoi diritti fino al XVIII secolo. 
Parte del territorio passa alla Confederazione con la pace di Friburgo nel 1475. 
Nel 1528 le autorità bernesi impongono la Riforma protestante; nel 1536 Vaud viene definitivamente conquistato dalla città-stato di Berna.
Gli alpeggi curati negli anni con tanta dedizione dalle popolazioni ne costituiscono un tesoro da difendere con tenacia e contribuirono ad accrescerne un forte senso di appartenenza comunitario. 
Già nel 1750 i piccoli villaggi che si erano creati (Villars, Chesières e Huémoz) chiedono a Berna di essere identificati come un'unica località, ma la richiesta verrà ufficialmente riconosciuta solo nel 1889.
Nel 1798 la zona di Villars e del col de Bretaye sono luogo di combattimenti tra le truppe confederali svizzere e quelle rivoluzionarie francesi.
L'economia alpestre di Villars comincia a modificarsi con il crescente sviluppo turistico e la pratica degli sport della neve nella seconda metà del XIX secolo. 
La costruzione del grande albergo Villars Palace la conferma meta dell'alta società già nei primi decenni del XX secolo. 

Notevole impulso alla pratica dello sci proviene dalla realizzazione della ferrovia per il colle di Bretaye nel 1913; altre installazioni di risalita seguono nei decenni successivi e comportano l'affermazione turistica della località.

## Monumenti e luoghi d'interesse
- Albergo Villars-Palace, costruito nel 1913[1], oggi vincolato come "monumento storico" svizzero[senza fonte].
- Chiesa cattolica di Santa Maria Assunta, eretta nel 1955[1], con annessa una piccola raccolta d'arte sacra[senza fonte];
- Chiesa riformata, eretta nel 1961[1];
- Aiglon chapel, eretta nel 1888 e oggi chiesa anglicana del collegio Aiglon

## Società

### Evoluzione demografica
I residenti stanziali sono poco più di 4 300 abitanti, ma la popolazione supera i 27 000 abitanti nel periodo della stagione invernale e i 13 000 in estate. L'evoluzione demografica è riportata nella seguente tabella:
Abitanti censiti

## Cultura

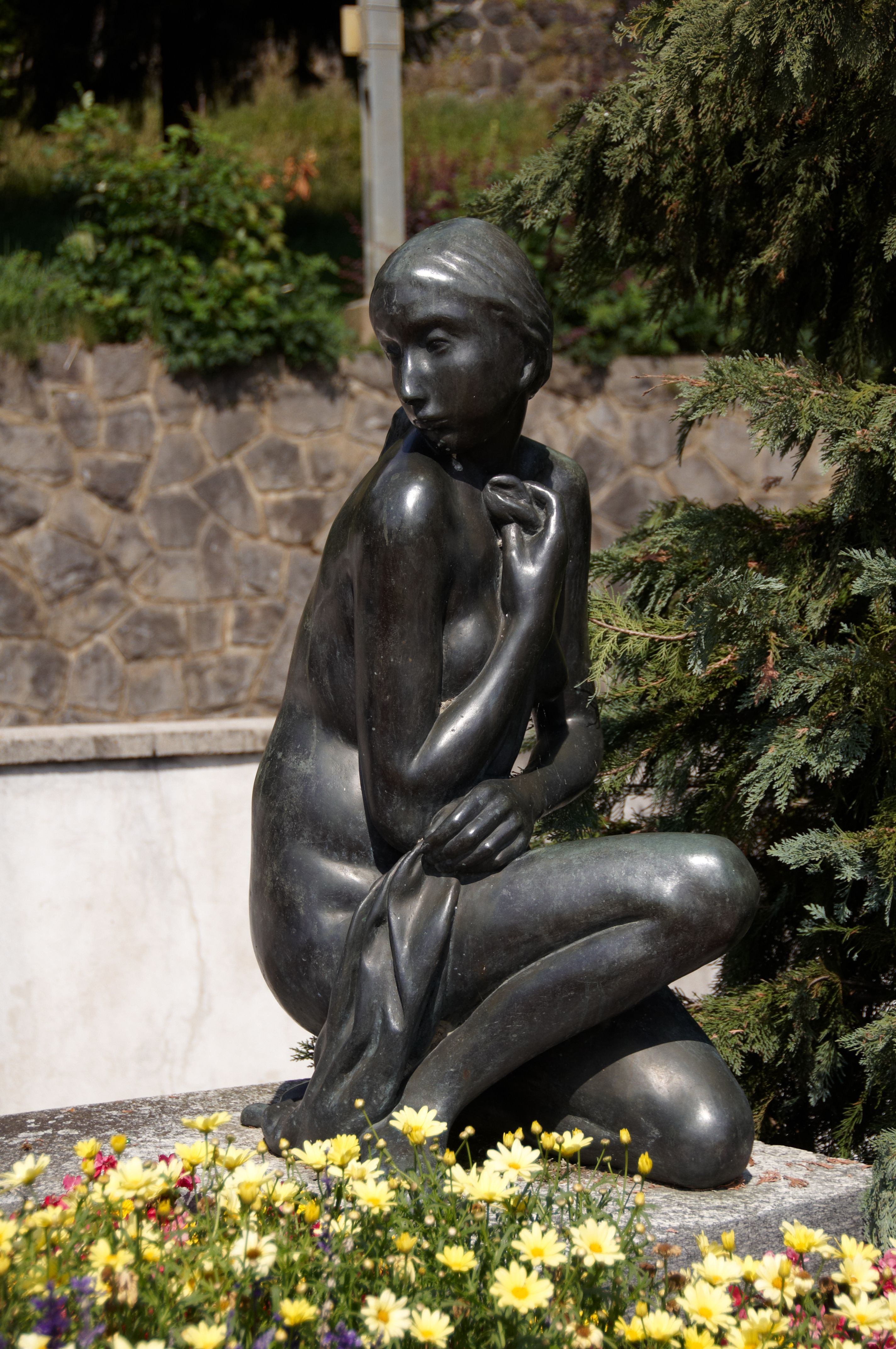
Heinz Schwarz
La fanciulla di Villars, 1973
piazza Georg Solti, Villars

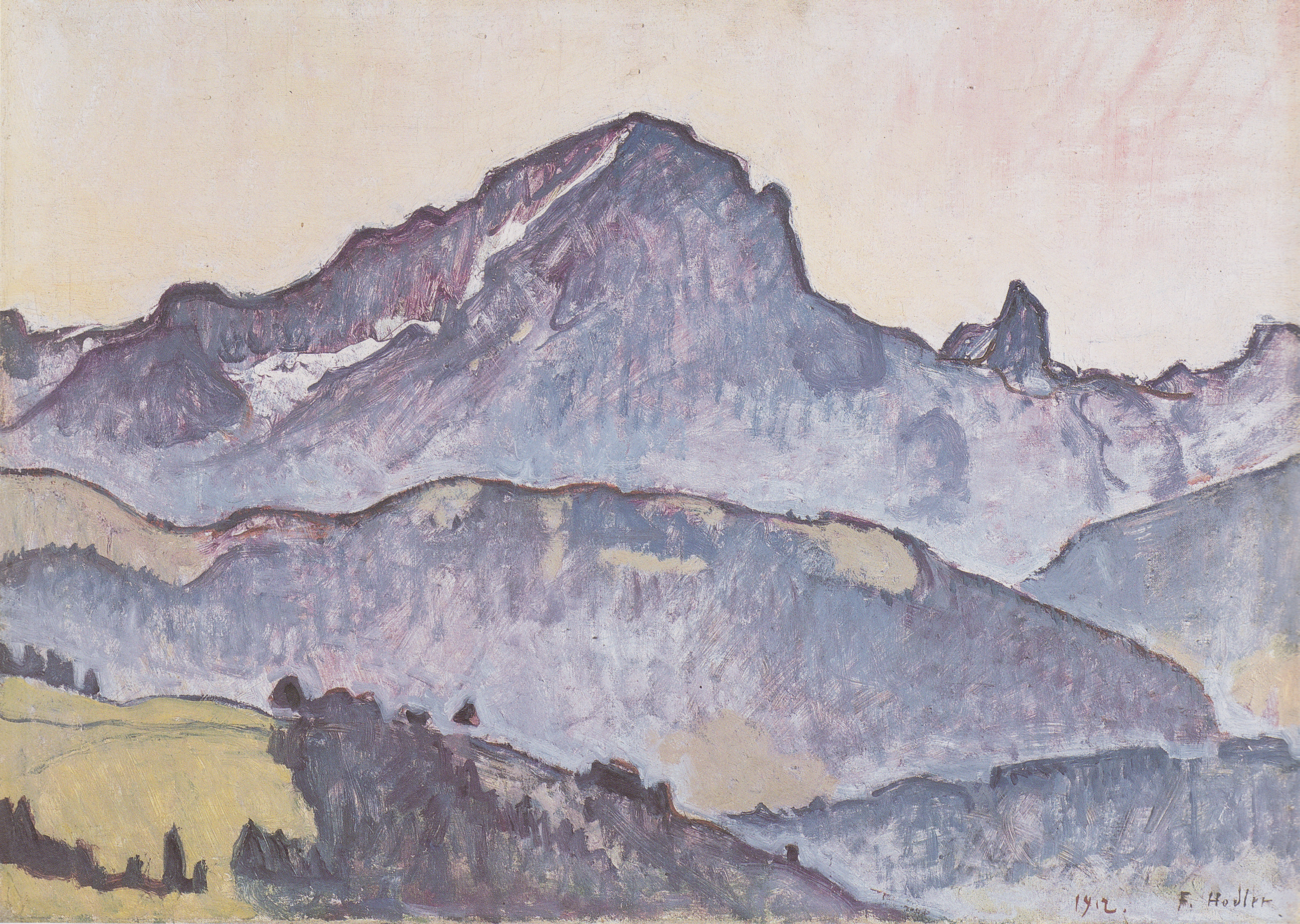
Ferdinand Hodler
Il Gran Muveran, 1912
Von Der Heydt Museum, Wuppertal

Molte personalità della cultura, della scienza, dell'arte e dello sport hanno scelto di abitare a Villars-sur-Ollon.
La località è oggi nota anche per le scuole internazionali che vi hanno sede: l'Aiglon College, il Collège alpin Beau Soleil, La Garenne ed il Pré-Fleuri.

## Economia
Villars-sur-Ollon è una stazione sciistica e località di villeggiatura estiva sviluppatasi a partire dagli anni 1850 con la costruzione di grandi alberghi frequentati da parte dell'alta società dell'epoca.

## Infrastrutture e trasporti
Villars-sur-Ollon è raggiungibile dall'autostrada Ginevra-Sion e dai relativi collegamenti stradali che salgono dalle uscite di Aigle (15 km), Saint-Triphon e di Bex. Altro collegamento stradale è con Ormont-Dessus e Gstaad attraverso il Col de la Croix.
Un ulteriore collegamento è fornito dalla ferrovia a cremagliera che da Bex raggiunge Villars e prosegue fino ai campi di sci del Col de Bretaye.

## Amministrazione
Ogni famiglia originaria del luogo fa parte del cosiddetto comune patriziale e ha la responsabilità della manutenzione di ogni bene ricadente all'interno dei confini della frazione.

## Sport

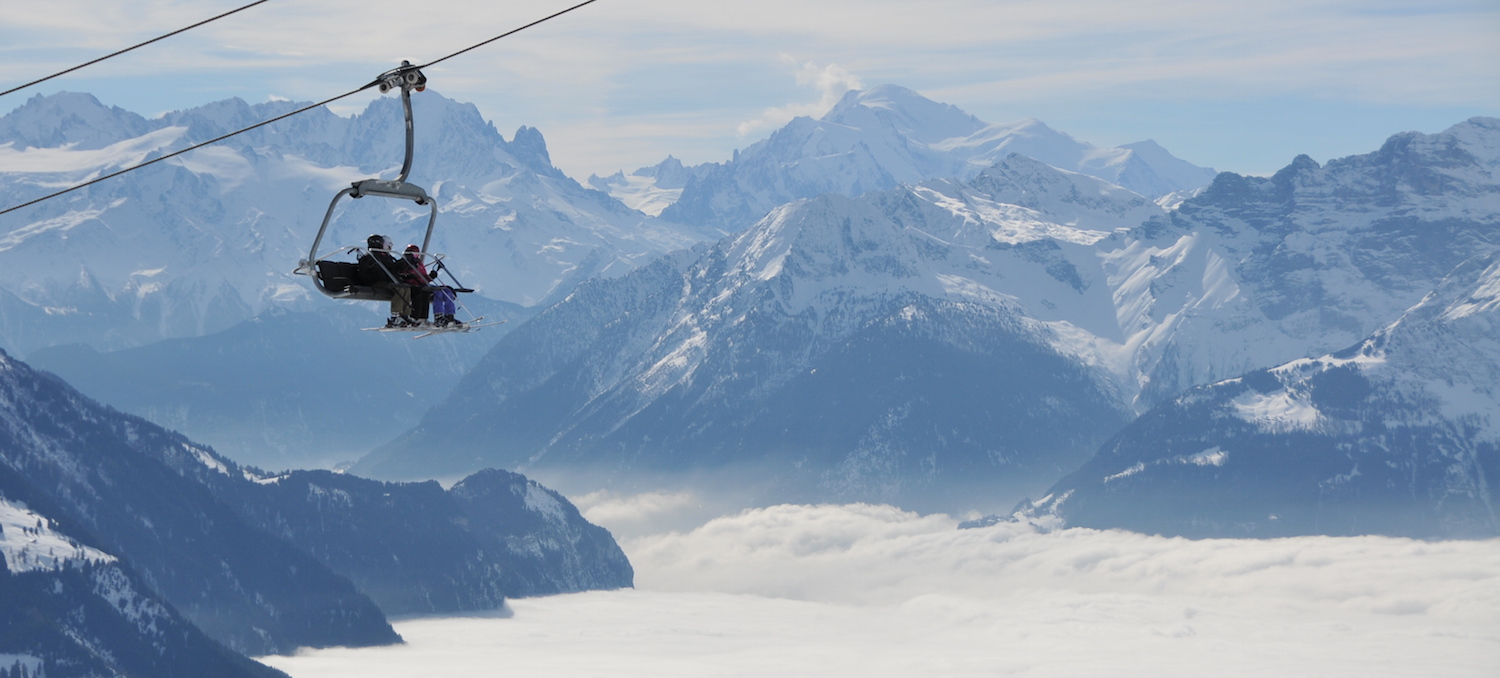
Impianti di risalta a Villars-sur-Ollon, con il Monte Bianco sullo sfondo

Per gli sport invernali la stazione di Villars dispone di un'estesa rete (125 km) di piste di sci per la discesa e il fondo.

La località ha ospitato una tappa della Coppa del Mondo di sci alpino 1979 e alcune specialità dei III Giochi olimpici giovanili invernali del 2020.

Nel periodo estivo è centro di escursioni. 
Altre attrezzature sportive di Villars sono una pista di pattinaggio su ghiaccio e campo di hockey e un complesso di piscine. Nella frazione di Arveyes è un centro ippico. Un campo di golf a 18 buche (1 600 m s.l.m.) completa le dotazioni sportive della località.
Villars-sur-Ollon è sede della squadra di hockey su ghiaccio Villars Hockey Club ed è stazione d'arrivo di una corsa automobilistica di montagna.

## Galleria d'immagini

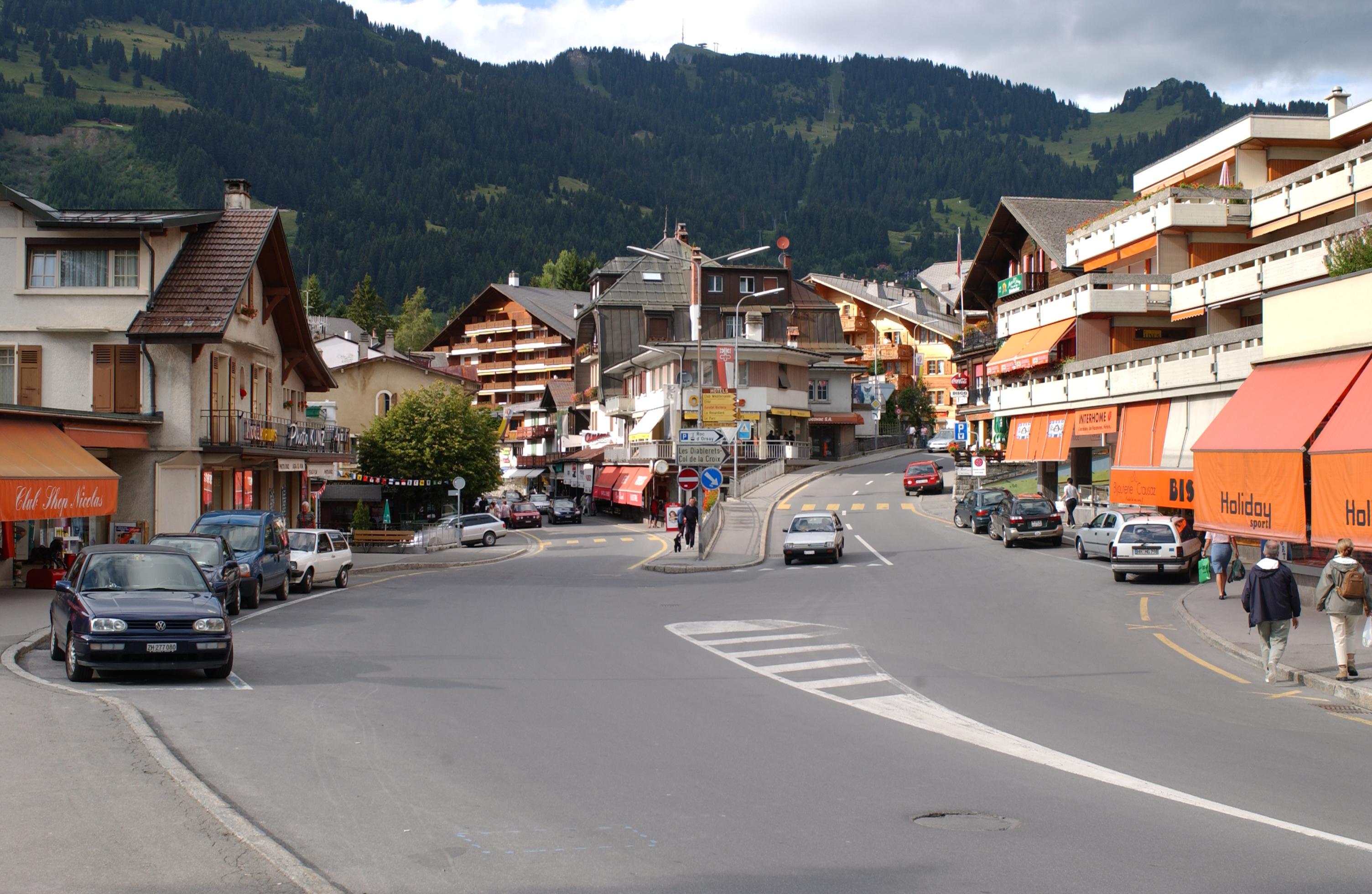
Avenue centrale
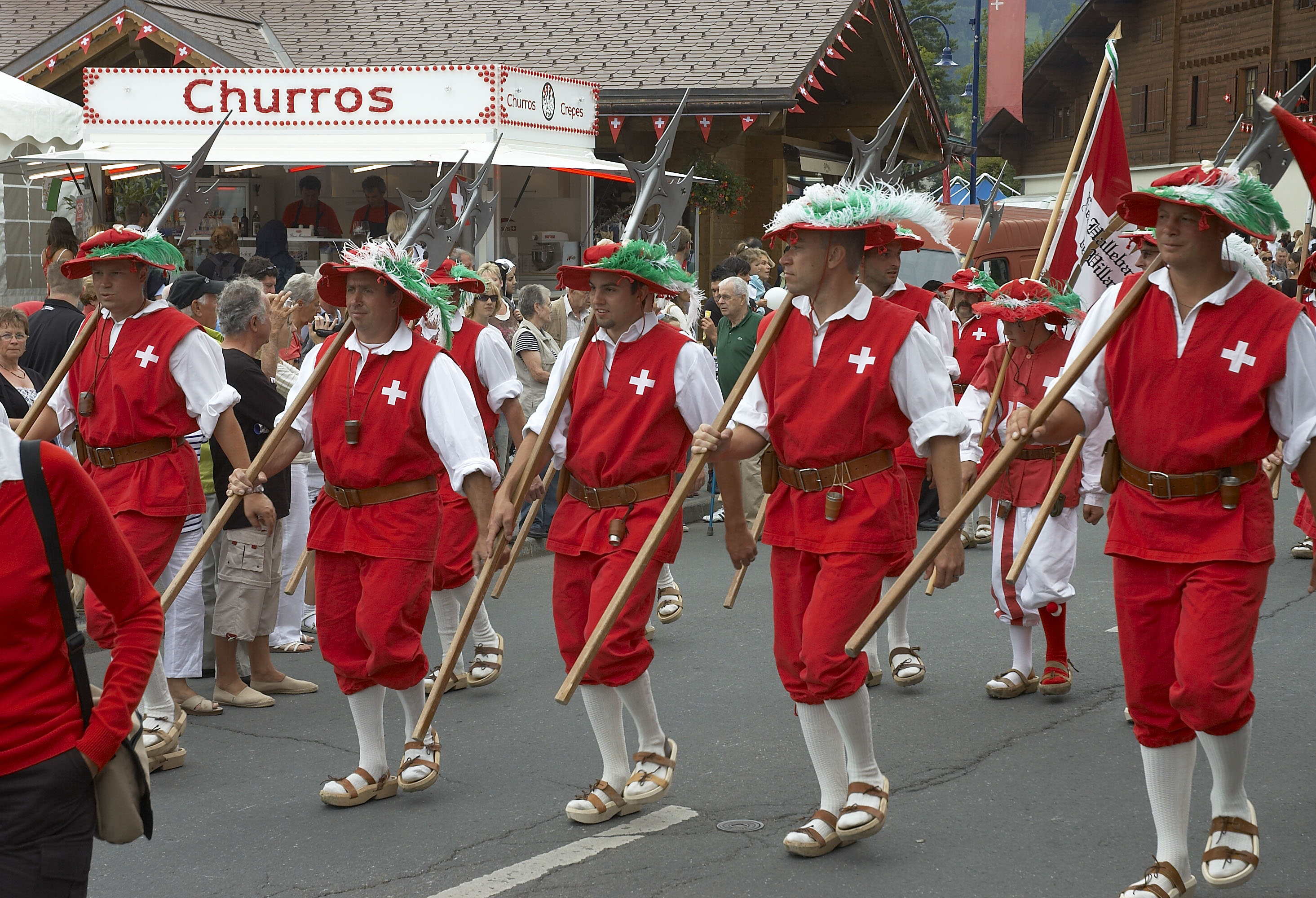
Festa nazionale Alabardieri
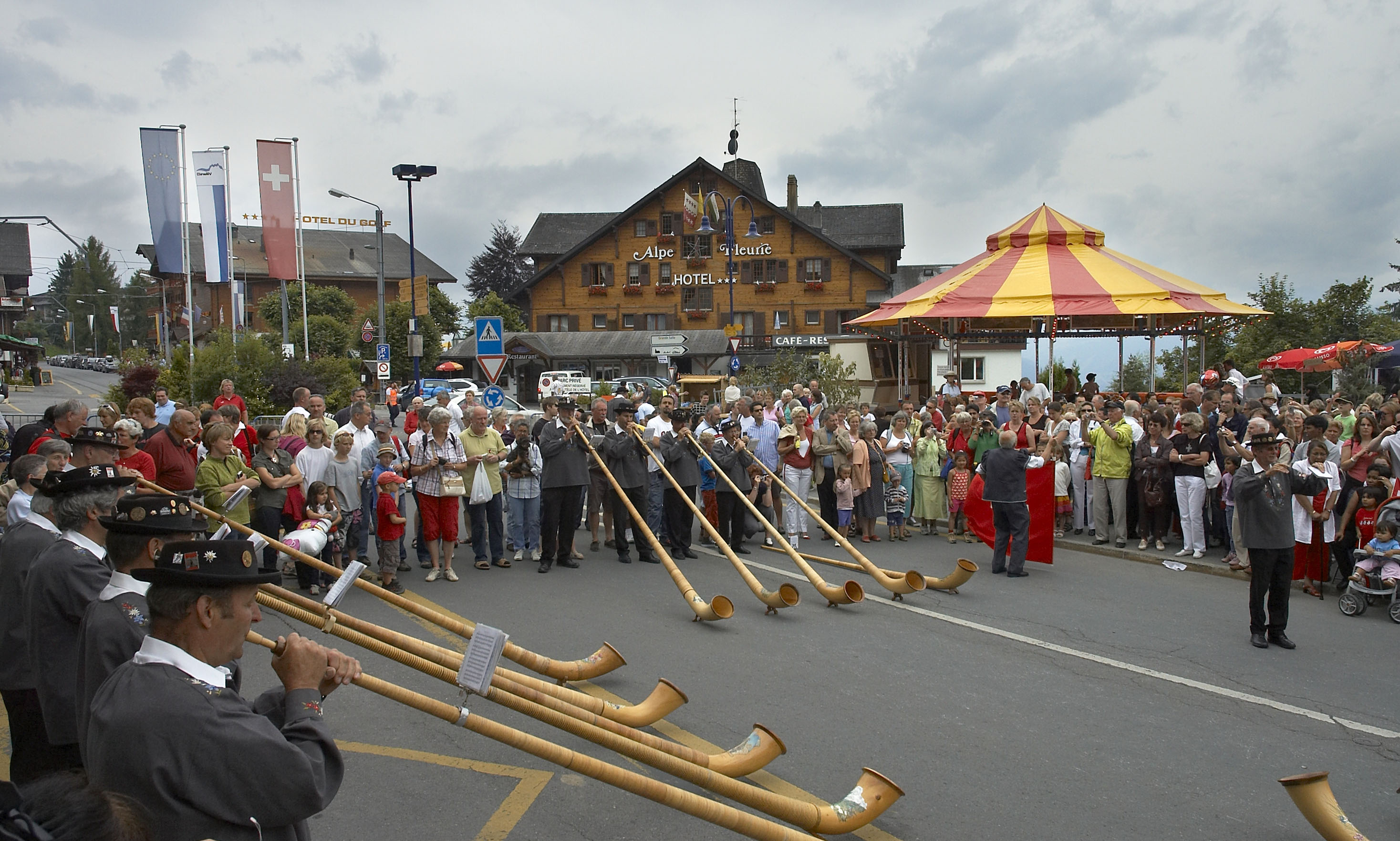
Concerto di corno delle Alpi
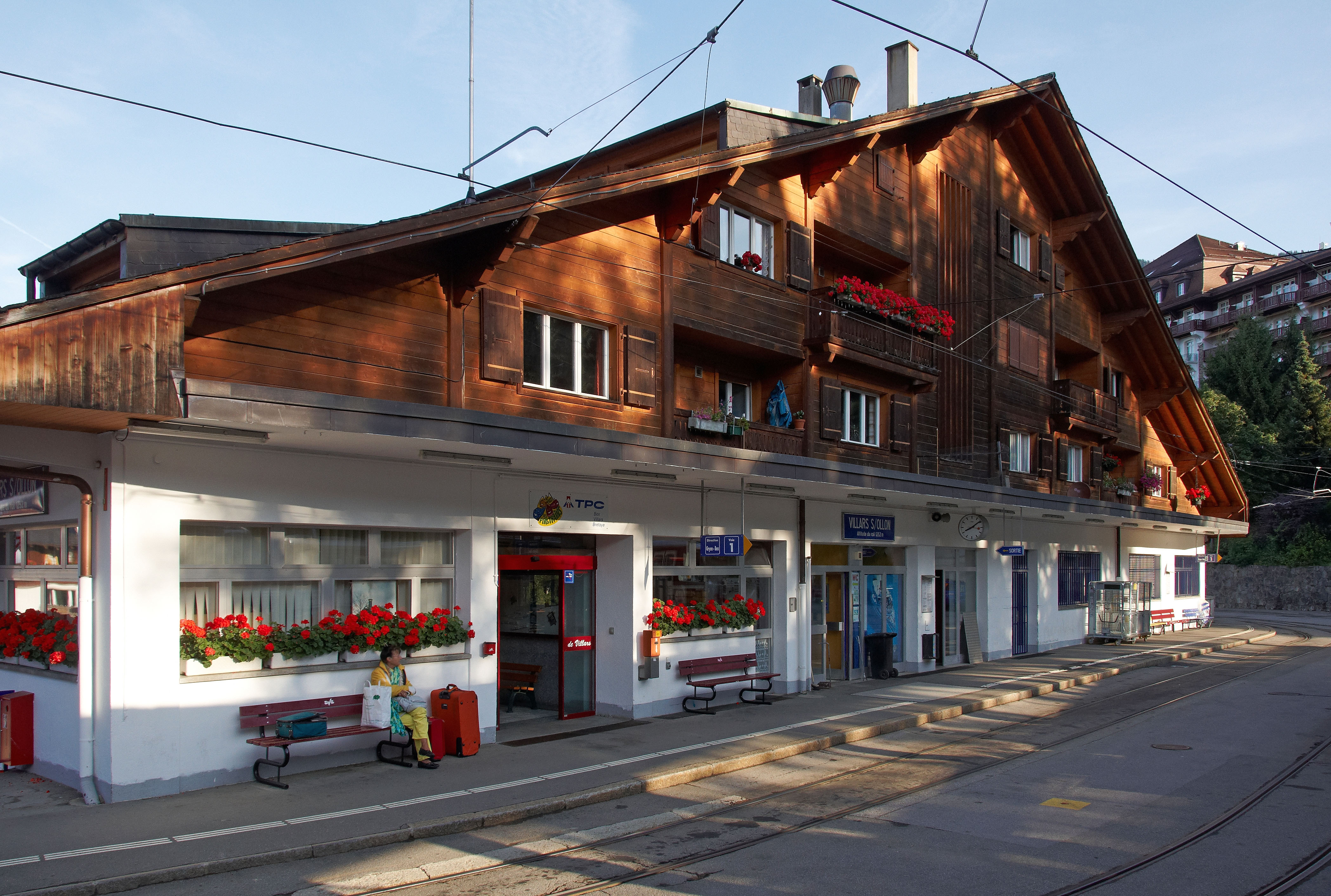
Stazione BVB
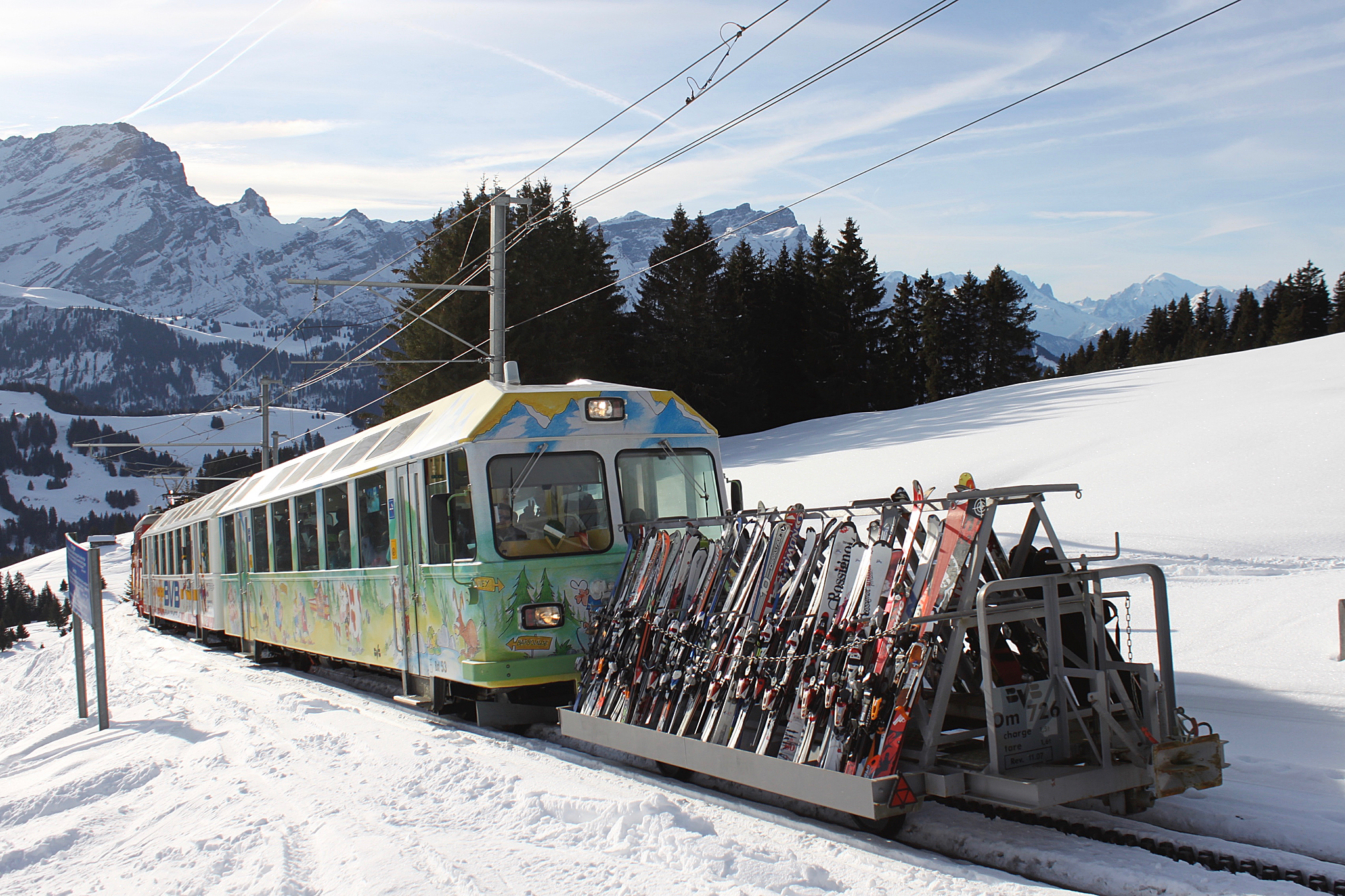
Treno per Col de Bretaye
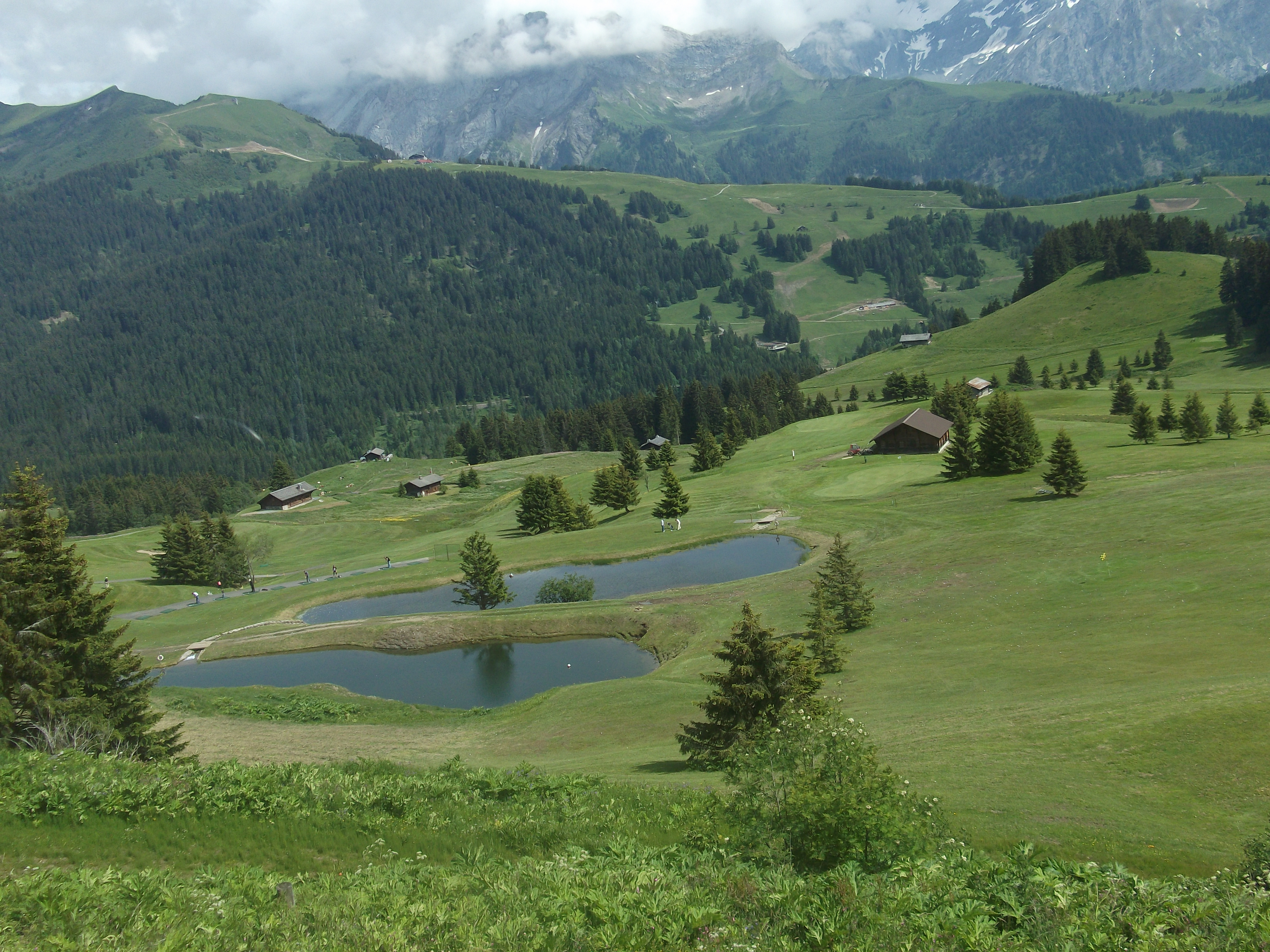
Villars golf club
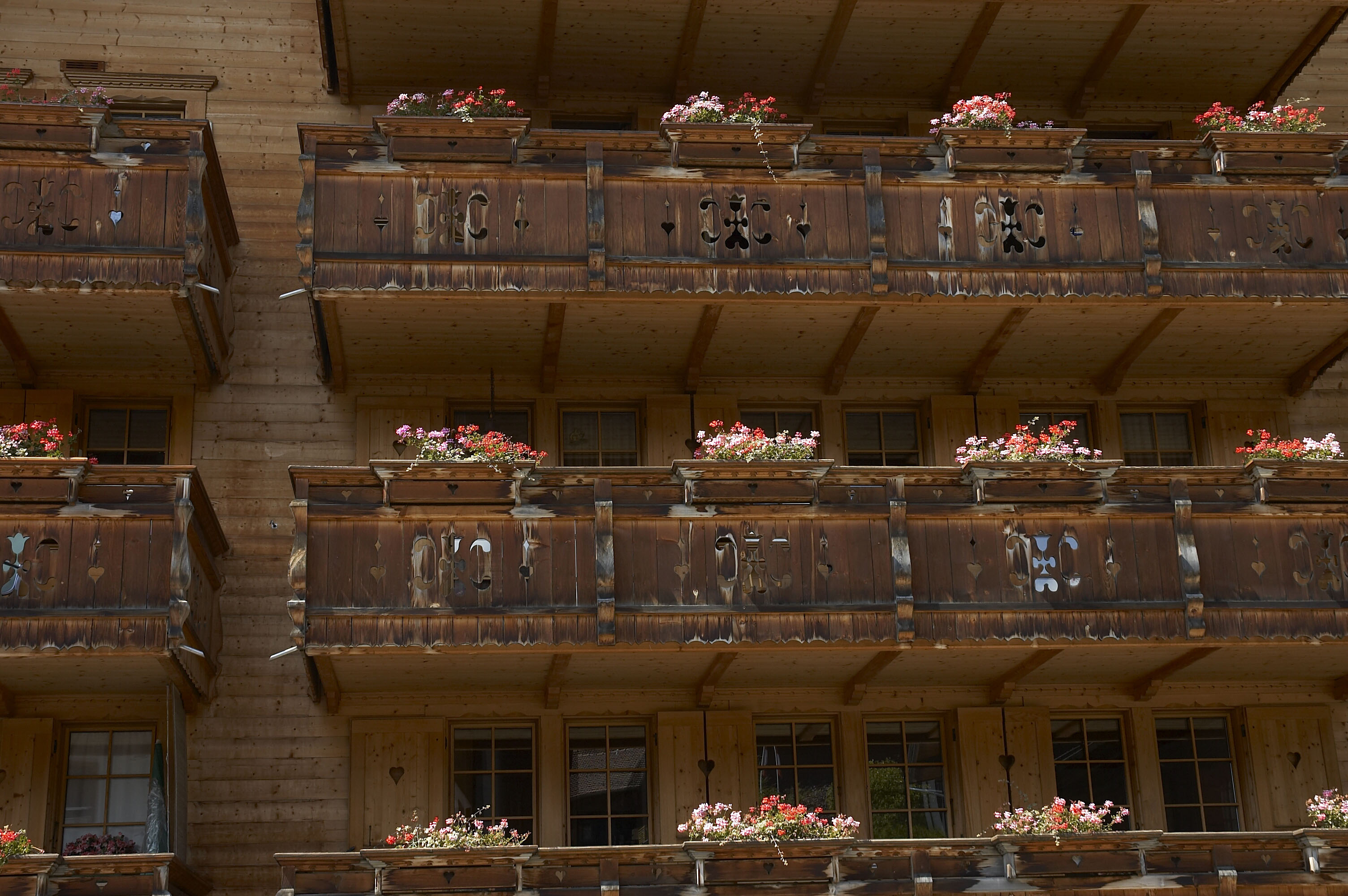
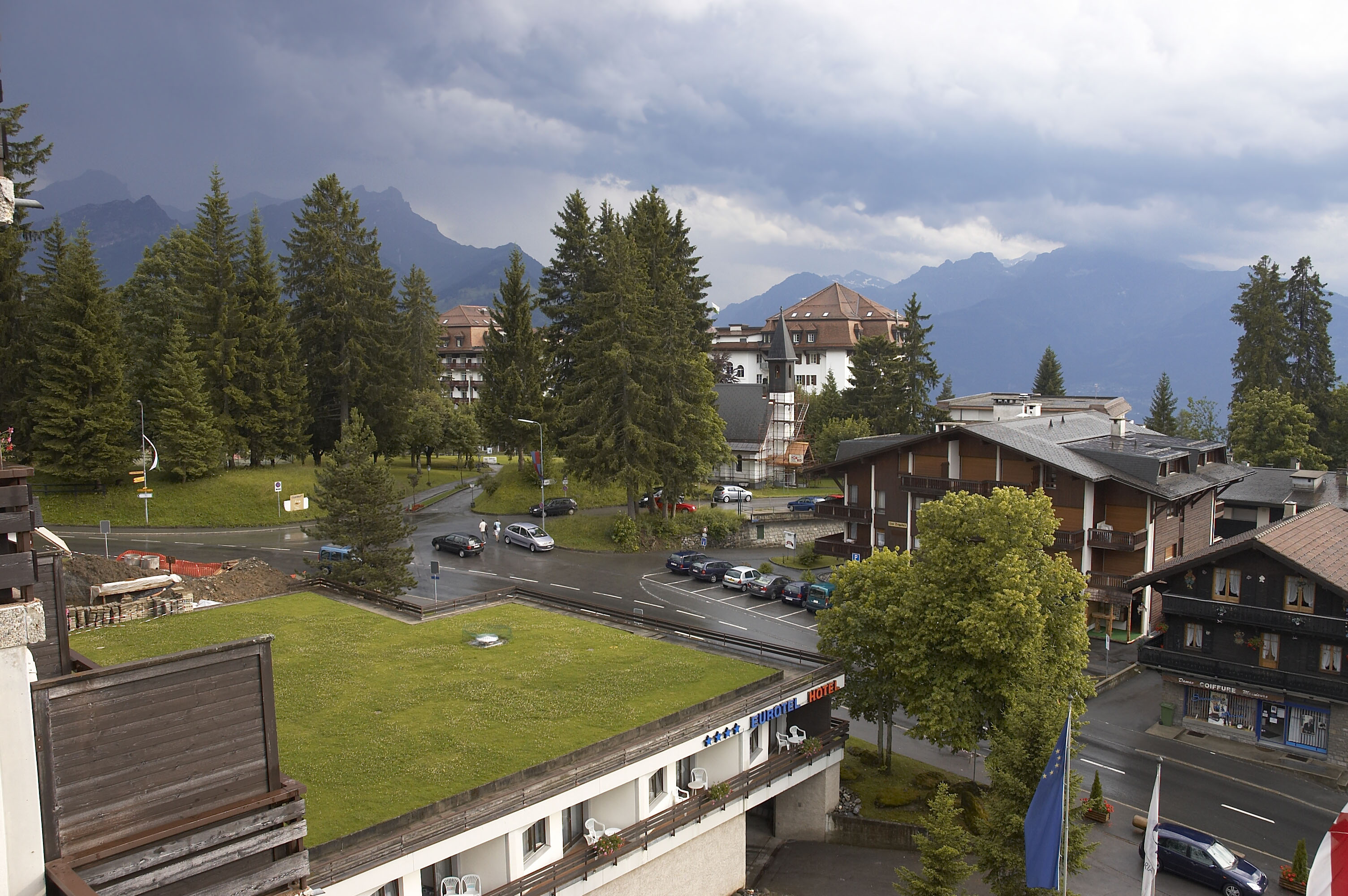
Hotel Villars Palace (1913)
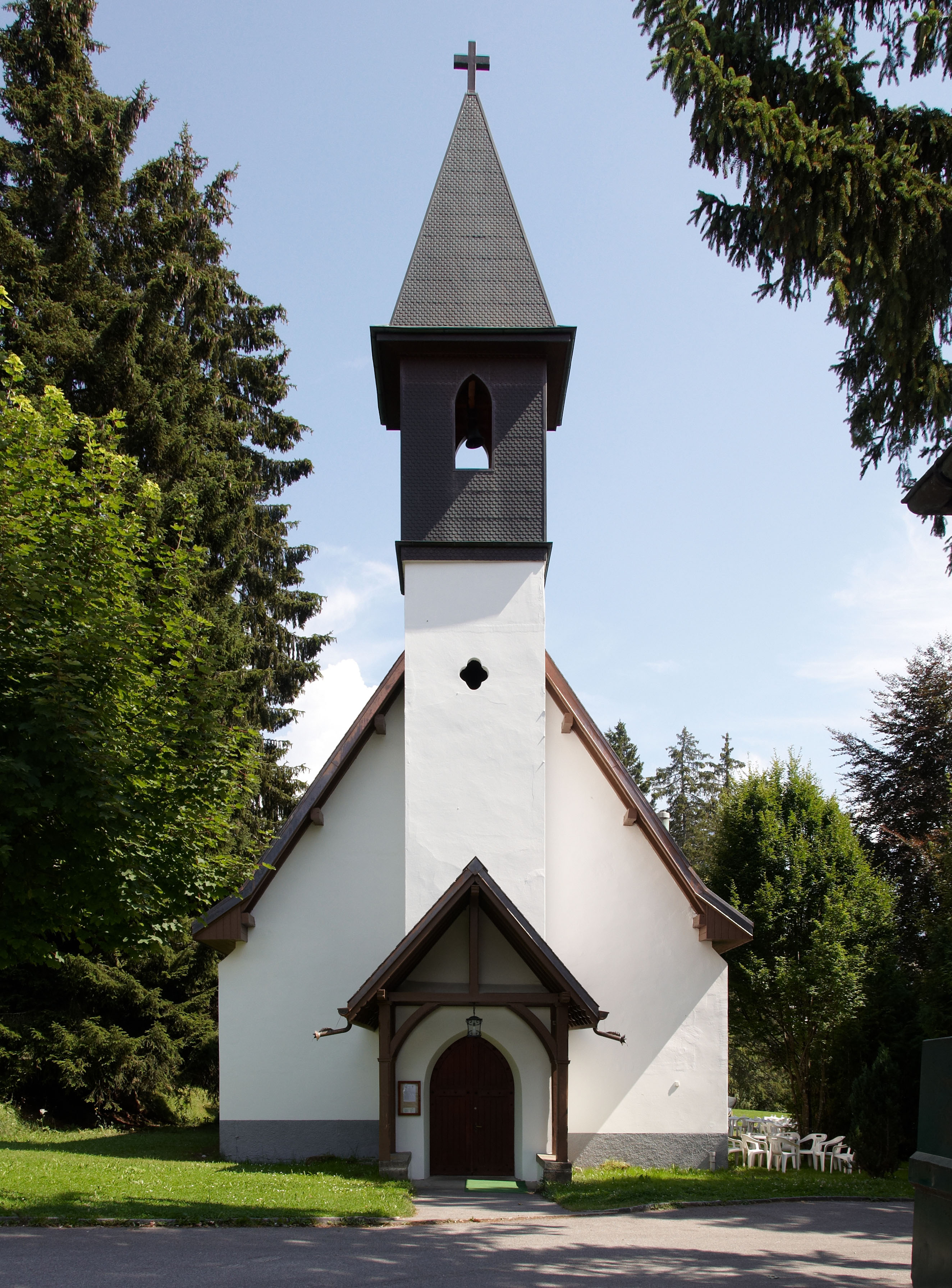
Chiesa anglicana (1888)
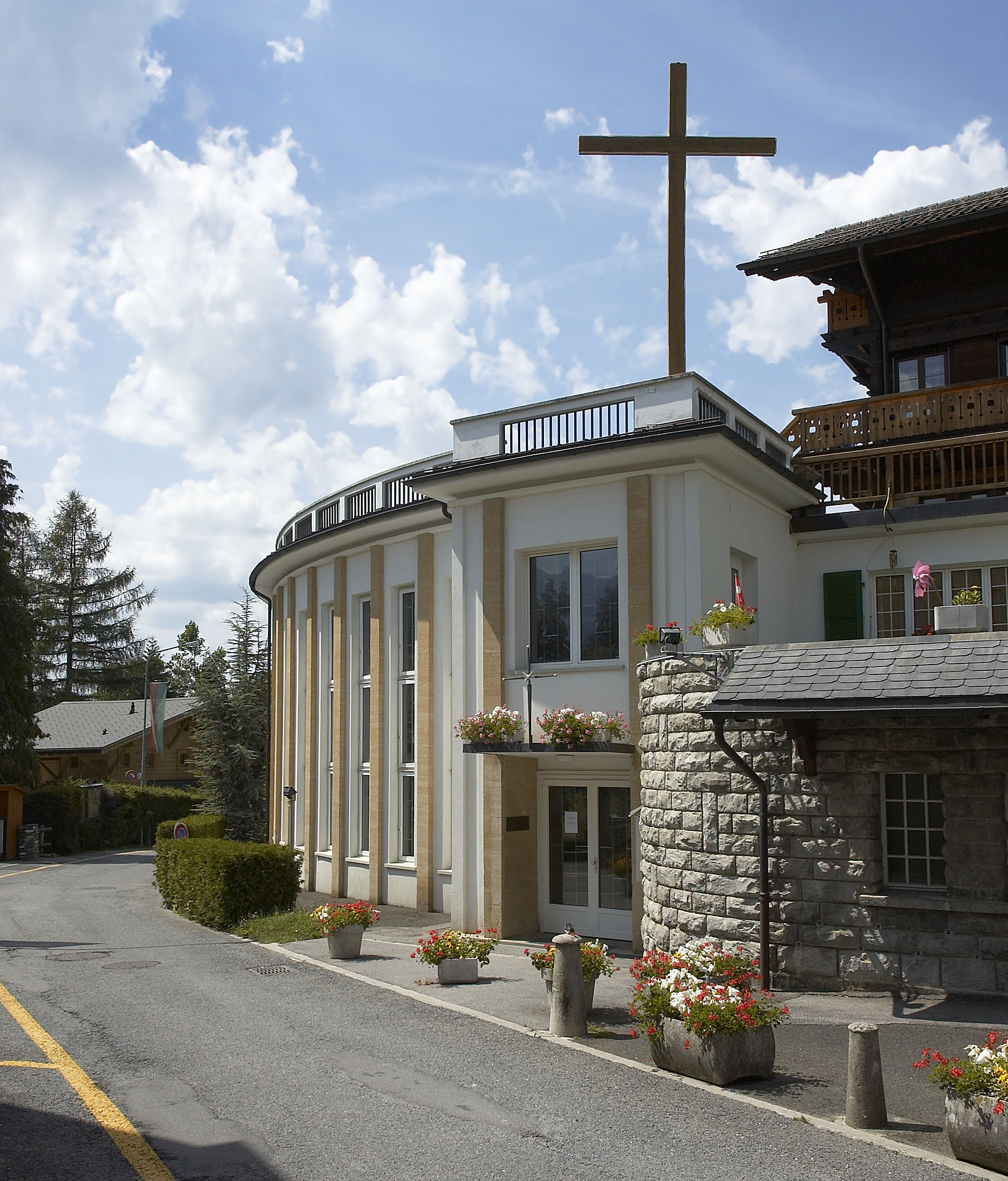
Chiesa cattolica Santa Maria Assunta (1955)
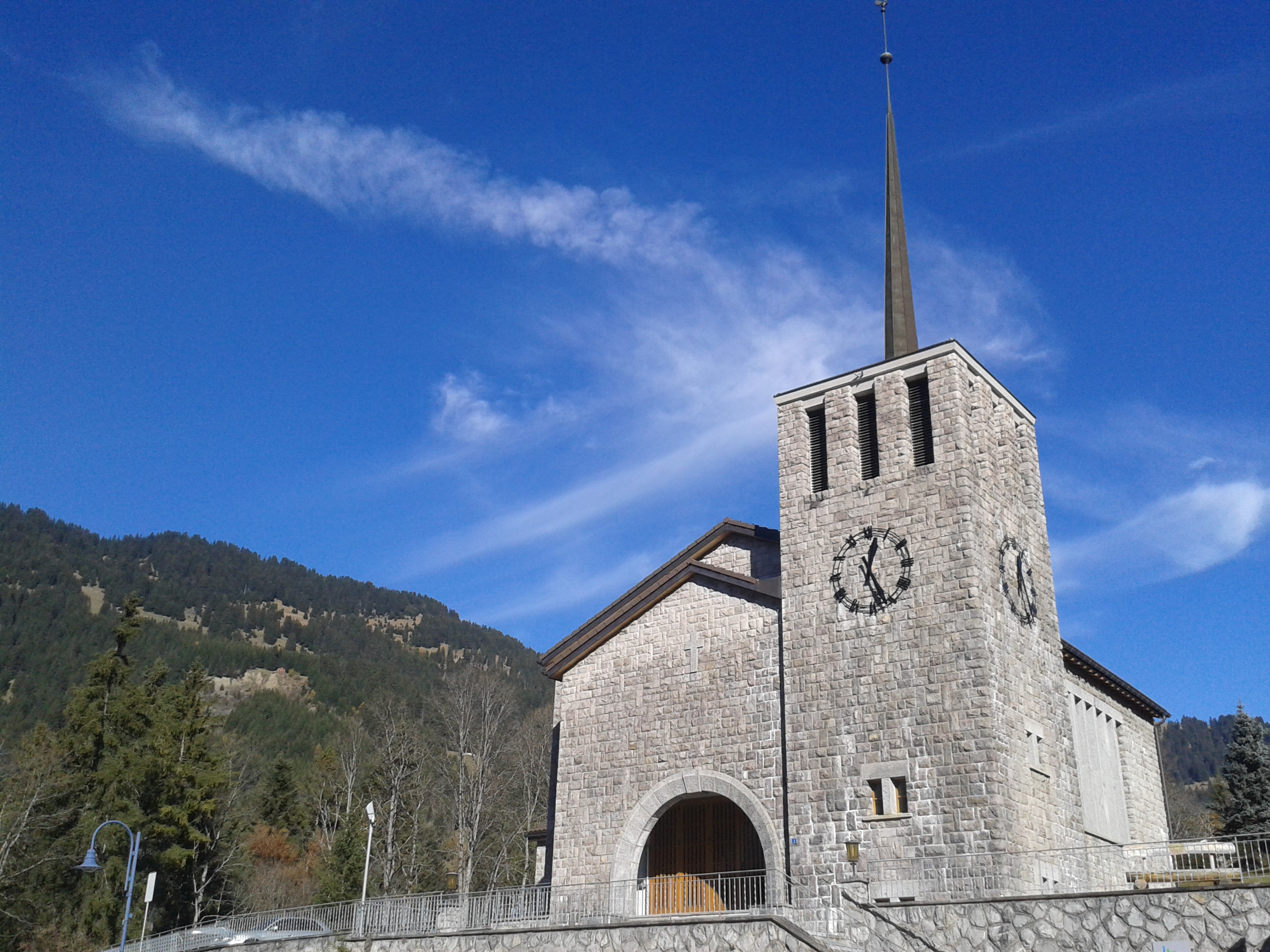
Chiesa evangelica riformata (1961)
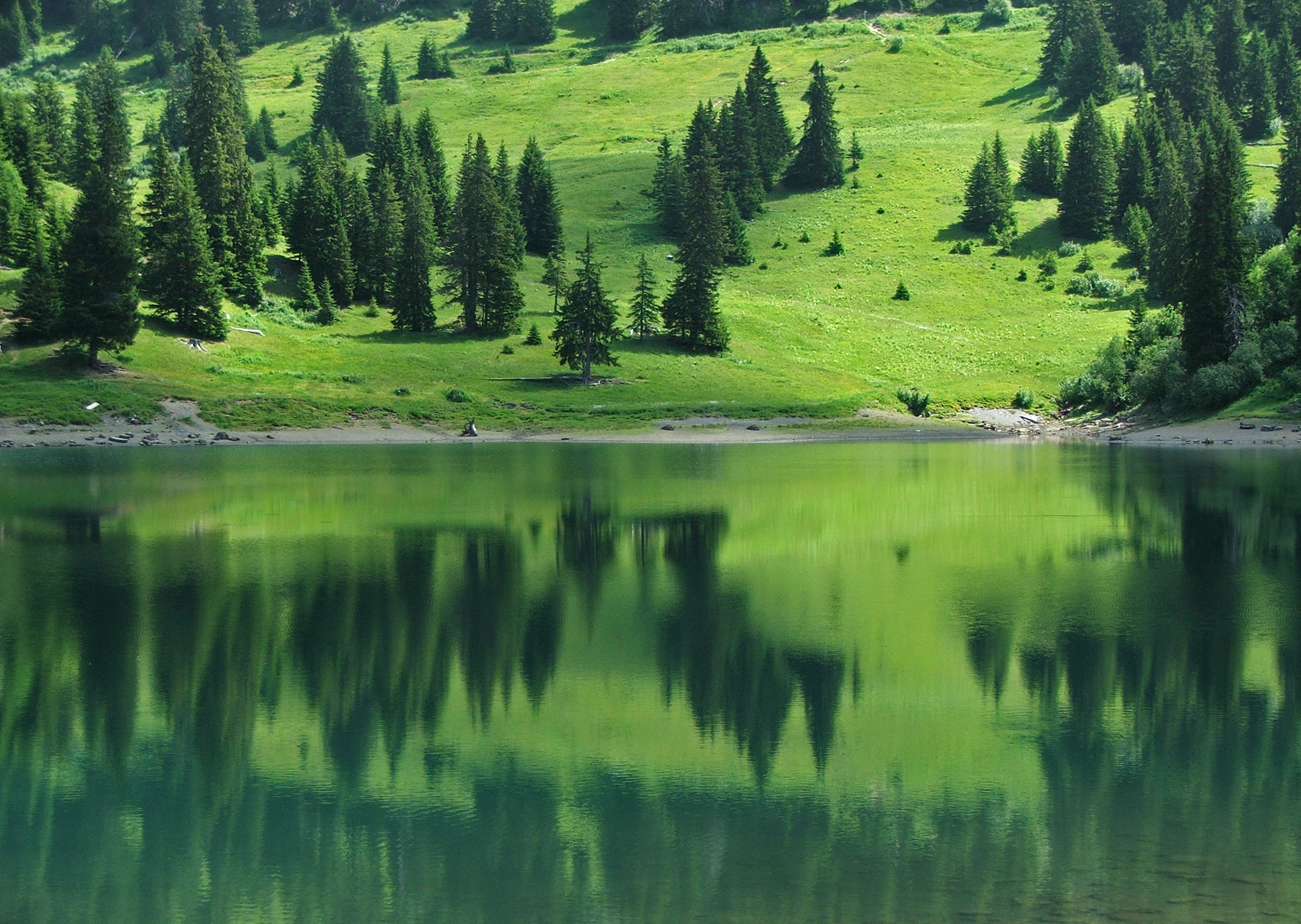
Lac des Chavonnes
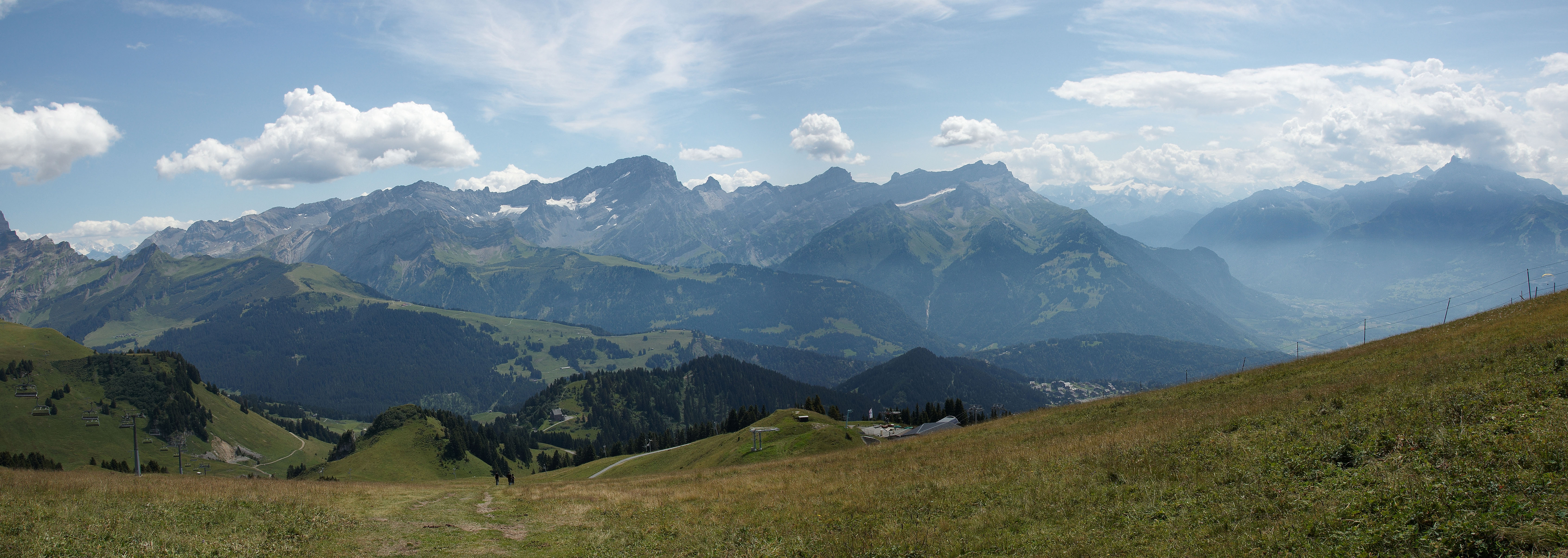
Il gruppo del Muveran e i Dents du Midi